# Vlkaň
Vlkaň (německy Wilken) je částečně zaniklá vesnice, část obce Radonice v okrese Chomutov. Nachází se asi 4 km na severozápad od Radonic.
Vlkaň leží v katastrálním území Radonice u Kadaně o výměře 13,17 km².

## Název
Název vesnice je odvoze z osobního jména Vlkan ve významu Vlkanův dvůr. V historických pramenech se jméno vesnice vyskytuje ve tvarech Wylcan (1367) nebo Wilken (1383).

## Historie
Podle regionální vlastivědné literatury ze druhé poloviny devatenáctého století byla Vlkaň založena v jedenáctém století a od osmdesátých let dvanáctého století patřila kadaňským johanitům. První písemná zmínka o vesnici pochází z roku 1367, kdy vlastnictví osady potvrdil městu Kadaň císař Karel IV.
Až do počátku osmnáctého století Vlkaň patřila ke kadaňským šosovním statkům, které spadaly pod pravomoc městského soudu a které mohli vlastnit jen kadaňští měšťané. Město ji v sedmnáctém století spravovalo prostřednictvím svého milžanského statku. Podle berní ruly z roku 1654 byly tři usedlosti ve Vlkani pusté a jedna vyhořelá. Ve vsi žili čtyři sedláci, pět chalupníků a jeden zahradník. Sedlákům dohromady patřilo pět potahů, jedenáct krav, osmnáct jalovic, 118 ovcí a čtrnáct prasat. Jediný chalupník s dobytkem bydlel ve vyhořelé chalupě a patřil mu jeden potah, pět krav, jalovice, pět ovcí a koza. Zahradník choval jedinou krávu. Na neúrodných polích okolo vesnice se pěstovalo žito, ale hlavním zdrojem obživy byl dobytek.
V roce 1695 se Vlkaň stala samostatným šosovním statkem, který městu platil šosovné ve výši devět zlatých a dvacet krejcarů. V roce 1705 ji koupil měšťan Leopold Štěrba, ale o osm let později osadu prodal Janu Antonínovi Losymu, který ji připojil ke svému vintířovskému panství. Vesnice u něj zůstala až do zrušení poddanství a panský poplužní dvůr patřil k vintířovskému zámku až do roku 1945.
Podle díla Johanna Gottfrieda Sommera z roku 1846 ve Vlkani stálo dvacet domů, ve kterých žilo 99 obyvatel. Ve vsi byl také mlýn. Kromě chovu dobytka se rozšířilo včelařství a zdejší med se dodával do Karlových Varů nebo do Prahy. V devatenáctém století se na polích pěstovalo žito a v omezeném množství také ječmen, oves, hrách a v ještě menší míře pšenice nebo brambory. Výrazně se rozšířilo ovocnářství, část lidí pracovala v lese, kde se získávalo zejména borové dřevo. Význam chovu dobytka přetrvával. V roce 1863 dobytek vyprodukoval 120 věder mléka a kromě něj se vyrobilo 100 kilogramů másla a poloviční množství sýra.
V roce 1919 byla zbořena zchátralá kaple a na jejím místě byla založena nová. Na věžičce byly hodiny a zvon pro ni ulila chomutovská firma Herold. Zadní část budovy navíc sloužila jako požární zbrojnice. Většina služeb (fara, pošta, lékař, škola) bývaly v Radonicích a řemesla ve vsi provozovali švec, řezník a pekař, ale jiné obchody byly nejblíže v Kojetíně.
Vesnice mívala podobu okrouhlice. Domy ve středu vsi bývaly kamenné a na okrajích hrázděné. Po vysídlení Němců z Československa se Vlkaň nepodařilo dosídlit a většina domů zanikla. Část domů lidé využívali jako rekreační chalupy a teprve na začátku 21. století osada znovu získala trvalé obyvatele.

## Obyvatelstvo
Při sčítání lidu v roce 1921 zde žilo 120 obyvatel (z toho šedesát mužů) německé národnosti a římskokatolického vyznání. Podle sčítání lidu z roku 1930 se počet obyvatel ani národnostní a náboženská struktura nezměnily.
| | 1869 | 1880 | 1890 | 1900 | 1910 | 1921 | 1930 | 1950 | 1961 | 1970 | 1980 | 1991 | 2001 | 2011 | 2021 |
| --- | ---- | ---- | ---- | ---- | ---- | ---- | ---- | ---- | ---- | ---- | ---- | ---- | ---- | ---- | ---- |
| Obyvatelé | 127  | 120  | 122  | 109  | 114  | 120  | 120  | 29   | 5    | –    | .    | .    | –    | 2    | 7    |
| Domy | 21   | 23   | 23   | 23   | 23   | 23   | 23   | 17   | .    | –    | .    | .    | 1    | 2    | 2    |
| Počet domů z roku 1961 je zahrnut v celkovém počtu domů Vintířova. Údaje z let 1980 a 1991 jsou zahrnuty ke Kojetínu. |      |      |      |      |      |      |      |      |      |      |      |      |      |      |      |

## Obecní správa
Roku 1850 se Vlkaň stala samostatnou obcí, ale při sčítání lidu v roce 1869 už byla osadou Kojetína. V roce 1950 vesnice patřila k Miřeticím u Vintířova, v letech 1961–1976 byla částí obce Vintířov a od 30. dubna 1976 do 31. prosince 1978 částí Radonic. V následujícím období byla osada úředně zrušena a jako část obce Radonice byla obnovena 1. ledna 1999.